# Lyric Opera House
La Lyric Opera House est une salle de spectacles située à Baltimore dans l'État du Maryland aux États-Unis. La salle, qui ouvrit ses portes en 1894, fut dessinée d'après la salle Neues Gewandhaus située à Leipzig en Allemagne. 
La Lyric Opera House accueille actuellement le Baltimore Opera. D'autres institutions y ont déjà joué comme le Baltimore Symphony Orchestra (jusque 1982), le Metropolitan Opera, et le Philadelphia Orchestra.
La chanteuse australienne Nellie Melba participa à son ouverture le 31 octobre 1894. Le ténor Enrico Caruso s'y est également produit tout comme d’autres personnalités telles qu'Aimee Semple McPherson, Will Rogers, Richard Byrd, Clarence Darrow, Amelia Earhart, Charles Lindbergh and William Jennings Bryan. La salle a même accueilli un match de boxe entre Joe Gans et Mike Sullivan.